# Xeixi Asehre
Xeixi Asehre fou probablement el cinquè faraó de la dinastia XIV d'Egipte (també se'l situa a la dinastia XV). Va succeir a Ammu Ahotepre. El seu regnat va durar vers els 40 anys. El seu nom sembla indicar un origen asiàtic (hikse). El va succeir Nehesi, que es titula fill del faraó.